# Lijst van Microsoft-software
Onderstaande lijst is een overzicht van Microsoft-software, waaronder zijn Windows besturingssysteem, Office-pakket, Office 365, Visual Studio ontwikkelomgeving, aanverwante toepassingen, en computerspellen van Xbox Game Studios.

## Ontwikkelde software
- Azure DevOps
  - Azure DevOps Server (voorheen Team Foundation Server en Visual Studio Team System)
  - Azure DevOps Services (voorheen Visual Studio Team Services, Visual Studio Online en Team Foundation Service)
- BASICA
- Bosque
- Citus Data
- CLR Profiler
- GitHub
  - Atom[1]
  - GitHub Desktop[2]
  - npm[3]
  - Spectrum[4]
- GW-BASIC
- IronRuby
- IronPython
- JScript
- Microsoft Liquid Motion
- Microsoft BASIC, inclusief:
  - Altair BASIC
  - AmigaBASIC
  - Applesoft BASIC
  - Commodore BASIC
  - Color BASIC
  - MBASIC
  - Spectravideo Extended BASIC
  - TRS-80 Level II BASIC
- Microsoft MACRO-80
- Microsoft Macro Assembler
- Microsoft Small Basic
- Microsoft Visual SourceSafe
- Microsoft XNA
- Microsoft WebMatrix
- MSX BASIC
- NuGet
- Power Apps
- QBasic en QuickBASIC
- TASC (The AppleSoft Compiler)[5]
- TypeScript
- VBScript
- Microsoft Visual Studio
  - Microsoft Visual Studio Express
  - Visual Basic
  - Visual Basic .NET
  - Visual Basic for Applications
  - Visual C++
    - C++ / CLI
    - Managed Extensions for C++

  - Visual C#
  - Visual FoxPro
  - Visual J++
  - Visual J#
  - Visual Studio Code
  - Visual Studio Lab Management
  - Visual Studio Tools for Office
  - Visual Studio Tools for Applications
  - VSTS Profiler
- Windows API
- Windows SDK
- WordBASIC
- Xbox Development Kit

## 3D ontwikkelsoftware
- 3D Builder
- 3D Scan (vereist een Kinect voor Xbox One-sensor)
- 3D Viewer
- Bing Maps for Enterprise (voorheen Bing Maps Platform en Microsoft Virtual Earth)
- Direct3D
- Havok
- HoloStudio
- Kinect voor Windows SDK
- Microsoft Softimage
- Paint 3D
- Print 3D
- Simplygon
- trueSpace

## Digitale media ontwikkelsoftware
- AutoCollage 2008
- Microsoft Digital Image
- Microsoft Expression Studio
  - Microsoft Expression Web
  - Microsoft Expression Blend
  - Microsoft Expression Encoder
  - Microsoft Expression Media
- Microsoft Picture It!
- Windows Live Movie Maker
- Windows Media Encoder
- Windows Media Center
- Microsoft Research Image Composite Editor
- Photo Story
- Photosynth
- Flipgrid

## Educatief
- Creative Writer
- Encarta
- Microsoft Mathematics
- Microsoft Student
- Online proctoring
- Bing
- Bing bar
- Browstat
- LinkedIn
- Microsoft Comic Chat
- Microsoft Developer Network
- Microsoft Pay ( mobiele en digitale betaaldiensten )
- Microsoft Silverlight
- Microsoft TechNet
- Mixer
- MSN
- Office Online
- Outlook.com
- Skype
- So.cl
- Windows Essentials
  - Microsoft Family Safety
  - Microsoft Outlook Hotmail Connector
  - OneDrive
  - Windows Live Mail
  - Windows Live Messenger
  - Windows Live Writer
  - Windows Fotogalerie
- Yammer

### Abonnementsdiensten
- Microsoft 365
- Microsoft 365 voor Mac
- Office 365
- Xbox Game Pass (Ultimate)
- Xbox network (Live Gold)

## Onderhoud en administratie
- Microsoft Anti-Virus
- Microsoft Security Essentials
- Microsoft Desktop Optimization Pack
- Hulpprogramma's van Sysinternals
  - Procesverkenner
  - Procesmonitor
  - PageDefrag
- SyncToy
- Windows SteadyState
- Windows Live OneCare

## Besturingssystemen
- MS-DOS
  - SB-DOS
  - COMPAQ-DOS
  - NCR-DOS
  - Z-DOS
  - 86-DOS
- Microsoft Windows
  - Windows NT
  - Windows CE
  - Windows Embedded
  - Windows Mobile
  - Windows Phone
  - Windows Preinstallation Environment
  - Windows Server
  - Windows 95
  - Windows 98
  - Windows ME
  - Windows 2000
  - Windows XP
  - Windows Server 2003
  - Windows Server 2008
  - Windows Server 2012
  - Windows Server 2016
  - Windows Server 2019
  - Windows Vista
  - Windows 7
  - Windows 8
    - Windows RT

  - Windows 8.1
    - Windows RT 8.1

  - Windows 10
  - Windows 11
- MSX-DOS
- OS/2
- HomeOS
- Midori
- MIDAS
- Singulariteit
- Xenix
- Zune

## Productiviteit
- Microsoft Entourage
- Microsoft FrontPage
- Microsoft InfoPath
- Microsoft MapPoint
- Microsoft Money
- Gedeelde hulpprogramma's van Microsoft Office
  - Microsoft Office Picture Manager
  - Office Assistant
- Microsoft Response Point
- Microsoft SharePoint Workspace
- Microsoft Schedule+
- Microsoft Vizact
- Microsoft Works
- Microsoft Dynamics
- Wunderlist

### Toepassingen
- Microsoft Access
- Microsoft Excel
- Microsoft OneNote
- Microsoft Outlook
- Microsoft Power BI
- Microsoft PowerPoint
- Microsoft Project
- Microsoft Publisher
- Microsoft Sway
- Microsoft SwiftKey
- Microsoft Teams
- Microsoft Visio
- Microsoft Word
- Outlook Web Access
- Skype voor bedrijven

### Microsoft Office pakketten
- Microsoft Office
  - Microsoft Office 3.0
  - Microsoft Office 95
  - Microsoft Office 97
  - Microsoft Office 2000
  - Microsoft Office XP
  - Microsoft Office 2003
  - Microsoft Office 2007
  - Microsoft Office 2010
  - Microsoft Office 2013
  - Microsoft Office 2016
  - Microsoft Office 2019
- Microsoft Office voor Mac
  - Microsoft Office 98 Macintosh-editie
  - Microsoft Office 2001
  - Microsoft Office v. X
  - Microsoft Office 2004 voor Mac
  - Microsoft Office 2008 voor Mac
  - Microsoft Office 2011 voor Mac
  - Microsoft Office 2016 voor Mac

## Computerspellen
- Xbox Game Studios
  - Age of Empires-serie
  - Banjo-Kazooie-serie
  - Battletoads-serie
  - Crackdown-serie
  - Fabel-serie
  - Forza-serie
  - Gears of War-serie
  - Halo-serie
  - Hellblade-serie
  - Killer Instinct-serie
  - Microsoft Casual Games (Solitaire Collection, Mahjong, Jigsaw, Minesweeper, Sudoku, Ultimate Word Games, Treasure Hunt, Bingo, Wordament)
  - Microsoft Flight Simulator-serie
  - Minecraft
  - Ori-serie
  - Perfect Dark-serie
  - Pillars of Eternity-serie
  - Psychonauts-serie
  - State of Decay-serie
  - The Bard's Tale-serie
  - Viva Piñata-serie
  - Wastelands-serie
  - Zoo Tycoon-serie
- Bethesda Softworks-spellen[6][7]
  - Commander Keen-serie
  - Dishonored-serie
  - Doom-serie
  - Fallout-serie
  - Prey-serie
  - Quake-serie
  - Rage-serie
  - The Elder Scrolls-serie
  - The Evil Within-serie
  - Wolfenstein-serie

## Serversoftware en diensten
- Microsoft Azure
- Microsoft BackOffice Server
- Microsoft BizTalk Server
- Microsoft Commerce Server
- Microsoft Content Management Server
- Microsoft Exchange Server
- Microsoft Forefront
  - Exchange Online Protection
  - Forefront Identity Manager
  - Microsoft Forefront Threat Management Gateway
  - Microsoft Forefront Unified Access Gateway
- Microsoft Host Integration Server
- Microsoft Identity Integration Server
- Microsoft Merchant Server
- Microsoft Site Server
- Microsoft SharePoint
- Microsoft Office PerformancePoint Server
- Microsoft Project Server
  - Microsoft Office Project Portfolio Server
- Microsoft Speech Server
- Microsoft SQL Server
- Microsoft System Center
  - System Center-adviseur
  - System Center Configuration Manager
  - System Center Data Protection Manager
  - System Center Essentials
  - System Center Operations Manager
  - System Center Service Manager
  - System Center Virtual Machine Manager
- Microsoft Virtual Server
- Search Server
- Skype for Business Server
- Windows Admin Center

## Windows-onderdelen
- Alarm & Klok
- Kalender
- Speciale tekens
- ClickOnce
- DirectX
- Schijfopruiming
- Toegankelijkheid (voorheen Utility Manager)
- Feedback Hub (Windows 10, versie 1607)
- Windows Verkenner
- Internet Explorer
- Internet Information Services
- Hyper-V
- Microsoft Agent
- Opdrachtprompt (voorheen MS-DOS Prompt )
- Microsoft Cortana
- Microsoft Edge
- Vergrootglas
- Verteller
- Kladblok
- Microsoft Paint
- Photos
- Speech API
- Microsoft Store
- WordPad (voorheen Write)
- Schermtoetsenbord
- Paint 3D (Windows 10, versie 1703)
- Registereditor
- Rekenmachine
- Camera
- Chat
- Contacten
- Windows Defender
- Schijfdefragmentatie (opgevolgd door Defragmentatie en Optimaliseer schijven)
- Windows Easy Transfer (voorheen Wizard Bestanden en instellingen overzetten)
- Windows Installer
- Windows Media Player
- Windows Photo Viewer
- Windows PowerShell
- Windows Spraakherkenning
- Windows-subsysteem voor Linux (WSL)
- Windows To Go

### Vooraf geïnstalleerde Windows-spellen

#### Windows 7
- Chess Titans
- FreeCell
- Harten
- Internet-backgammon
- Internet-dammen
- Internet-schoppen
- Mahjong Titans
- Mijnenveger
- Purble Place
- Solitaire
- Spider Solitaire

## Overige software
- Microsoft Bob
- Microsoft Home
- Microsoft Plus!